# 山口県道334号引谷篠目線
山口県道334号引谷篠目線（やまぐちけんどう334ごう ひくたにしのめせん）は、山口県山口市を通る一般県道である。

## 概要
山口市徳地引谷から山口市仁保下郷を経由して、山口市阿東篠目に至る。山口市仁保上郷 - 山口市阿東篠目間は、特に山口市仁保上郷地内で極めて狭隘な区間を通過するため、この間を通行不能扱いにしている道路地図もある。実際には路面状況は芳しくないものの一応の舗装はされており、小型乗用車程度であれば通過は可能。

### 路線データ
- 起点：山口市徳地引谷（山口県道26号山口鹿野線交点）
- 終点：山口市阿東篠目（篠目駅入口交差点、国道9号交点、山口県道310号迫田篠目停車場線上）

## 歴史
- 1976年（昭和51年）5月28日 - 山口県告示第454号により認定される。
- 2005年（平成17年）10月1日 - 山口市と佐波郡・吉敷郡両郡の全4町が対等合併して改めて山口市が発足したことに伴い起点の地名表記が変更される（佐波郡徳地町引谷→山口市徳地引谷）。
- 2010年（平成22年）1月16日 - 阿武郡阿東町が山口市に編入したことに伴い終点の地名表記が変更される（阿武郡阿東町篠目→山口市阿東篠目）。

## 路線状況

### 重複区間
- 島根県道・山口県道123号柿木山口線（山口市仁保上郷）
- 山口県道310号迫田篠目停車場線（山口市阿東篠目）

## 地理

### 通過する自治体
- 山口県
  - 山口市

### 交差する道路
| 交差する道路                                       | 交差する場所 | 交差する場所            |
| -------------------------------------------------- | ------------ | ----------------------- |
| 山口県道26号山口鹿野線                             | 徳地引谷     | 起点                    |
| 島根県道・山口県道123号柿木山口線 重複区間起点     | 仁保上郷     |                         |
| 島根県道・山口県道123号柿木山口線 重複区間終点     | 仁保上郷     |                         |
| 山口県道310号迫田篠目停車場線 重複区間起点         | 阿東篠目     |                         |
| 国道9号 山口県道310号迫田篠目停車場線 重複区間終点 | 阿東篠目     | 篠目駅入口交差点 / 終点 |

### 沿線
- 犬鳴の滝
- JR西日本山口線 篠目駅

### 峠
- 桝谷峠（山口市徳地引谷 - 山口市仁保上郷）